# ساده‌گرایی کتاب مقدس
ساده‌گرایی کتاب مقدس یا مینیمالیسم کتاب مقدس (انگلیسی: Biblical minimalism) همچنین به عنوان مکتب کپنهاگ شناخته می‌شود، زیرا دو تن از برجسته‌ترین چهره‌های آن که در دانشگاه کپنهاگ تدریس می‌شوند، یک جنبش یا گرایش در مطالعات کتاب مقدس است که در دهه ۱۹۹۰ با دو ادعای اصلی آغاز شد:
1. اینکه کتاب مقدس را نمی‌توان مدرک قابل اعتمادی برای آنچه در اسرائیل باستان اتفاق افتاده بود در نظر گرفت.
2. «اسرائیل» خود موضوعی مشکل‌ساز برای مطالعه تاریخی است.[۱]

ساده‌گرایی جنبشی یکپارچه نیست، بلکه برچسبی است که به چندین محقق در دانشگاه‌های مختلف که دیدگاه‌های مشابهی داشتند، عمدتاً نیلز پیتر لمچه و توماس ال. تامپسون در دانشگاه کپنهاگ اطلاق شد. فیلیپ آر دیویس، و کیث وایتلام. مینیمالیسم در طول دهه ۱۹۹۰ بحث‌های شدیدی را به وجود آورد - اصطلاح «مینیمالیست‌ها» در واقع یک اصطلاح تحقیرآمیز توسط مخالفان آن بود که در نتیجه آنها نیز مخالفان خود را «ماکسیمالیست» نامیدند، اما در واقع هیچ‌یک از طرفین هیچ‌یک از این برچسب‌ها را نپذیرفتند.
ماکسیمالیست‌ها، یا مکتب باستان‌شناسی کتاب مقدس (نئوآلببریتی‌ها)، از دو گروه کاملاً متمایز تشکیل شده‌اند، اولین گروه باستان‌شناس ویلیام جی دیور با نشریه تأثیرگذار بررسی باستان‌شناسی کتاب مقدس که توسط او ارائه شده‌است. دوم گروه پژوهشگران کتاب مقدس آیین ویلیام پروان و مصرشناس کنت اندرسون کیچن هستند. اگرچه این بحث‌ها در برخی موارد افراطی است و اکثر دانشمندان حد وسط را اشغال کردند و استدلال‌های هر دو مکتب را به‌طور انتقادی ارزیابی کردند.
از دهه ۱۹۹۰، در حالی که برخی از استدلال‌های حداقلی به چالش کشیده شده یا رد شده‌اند، برخی دیگر اصلاح شده و در جریان اصلی پژوهش‌های کتاب مقدس قرار گرفته‌اند.